# 德大寺公純
德大寺公純（日语：／ Tokudaiji Kin'ito，1821年12月22日—1883年11月5日），是江戶時代後期和明治時代的公卿；也是藤原北家閑院流的德大寺家當主；日本內閣總理大臣西園寺公望的父親。

## 生涯
德大寺公純在文政四年（1821年）出生，幼名祐君，是父母鷹司政通和德川鄰姬（德川治紀女）的次子，後過繼給德大寺實堅作養子。文政五年（1822年）敘從五位下，歷任侍從、右近衛權少將與右近衛權中將，在文政十三年（1830年）昇敘從三位，位列公卿。
及後他也擔任過踏歌節會外弁、權中納言、大歌所別當、權大納言及內教坊別當。安政五年（1858年），江戶幕府與美國簽訂《日美修好通商條約》，德大寺公純表示反對，故被井伊直弼在安政大獄中以「惡謀策畫者」（日语：悪謀企策の者）逮捕，受謹慎50日處分。
後來他和二條齊敬共同宣傳公武合體，又反對和宮親子内親王降嫁德川家茂，到文久二年（1862年）他同時出任內大臣、近衛右大將和右馬寮御監，次年轉任右大臣；並擔任國事御用掛。
慶應元年（1866年）敘位從一位，明治時期起與攘夷派公家保持距離，並留在京都，到明治十六年（1883年）逝世，享年61歲。
德大寺公純一生中從未結婚，故包括西園寺公望在內的子女都是庶子女。